# Amazonides koffoleense
Amazonides koffoleense là một loài bướm đêm trong họ Noctuidae.